# Борошно
Бо́рошно (прасл. *borxьno < *borsьno — «розмелене зерно», «їжа») — продукт перемеленого зерна, який використовується для виготовлення хліба, макаронів, кондитерських виробів та ін. Залежно від виду сировини розрізняють борошно пшеничне, житнє, ячмінне, вівсяне, кукурудзяне, горохове, соєве та ін. Кожний сорт борошна характеризується певними показниками: крупністю помелу, зольністю, числом падіння, хлібопекарськими якостями тощо. Типовий розмір часток борошна становить менш як 180 мкм.

## Виробництво
Зернові культури переробляють на борошно способом разового, оббивного або гатункового помелу. Борошно разового помелу – розмелене зерно разом з плодовими та насіннєвими оболонками і зародком. В результаті мелення зерна, у якого частково видалені оболонки і зародок, отримують борошно оббивного помелу. Борошно сортового помелу складається в основному з ендосперму та деякої кількості, залежно від гатунку, частинок оболонок і алейронового шару зерна.

## Хімічний склад
Хімічний склад борошна близький до хімічного складу зерна, з якого воно виготовлене. Зокрема у нижчих сортів він близький до складу цілого зерна. Проте, у порівнянні з зерном, у борошні міститься більше крохмалю і менше жиру, цукру, клітковини, мінеральних речовин і вітамінів.
Із сухих речовин у пшеничному борошні переважають вуглеводи (60–70 %), насамперед крохмаль. Його вміст зменшується з пониженням сорту борошна. Борошно пшеничне також містить 14–15 % води, 10–12 % білків (з яких, у свою чергу 80 % клейковини і 20 % розчинних білків) 0.9–2.3 % жиру і від 0,4 до 1,7 % мінеральних солей. У вищих сортах загальна кількість білків менша, а проламінів, гліадину і глютеліну, — більша. Гліадин і глютелін найважливіші білки пшеничного борошна. Вони здатні утворювати клейковину, яка відіграє велику роль у хлібопекарському виробництві. З пониженням сорту борошна вміст жиру, цукрів і клітковини підвищується.
Енергетична цінність борошна висока. Залежно від виду і сорту борошна вона становить: пшеничного від 300 до 330 ккал/100 г, житнього − 290—300 ккал.

## Показники якості
До складу борошна входить клітковина, особливо до складу нижчих ґатунків борошна. Клітковина погіршує його засвоюваність, але при замішуванні тіста клітковина вбирає воду, збільшуючи водовбирну здатність борошна.

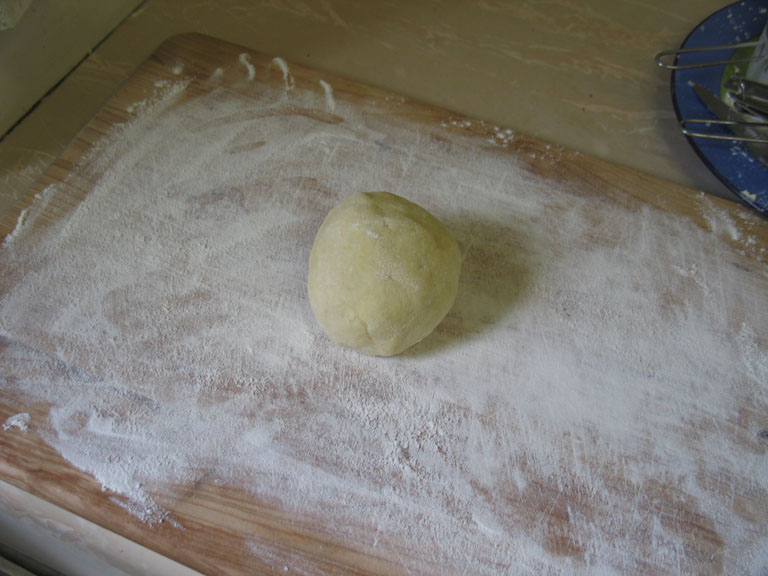
Тісто

Велике значення в хлібопекарській індустрії має глютен (білки гліадин і глютенін) у вигляді клейковини — його вміст в борошні визначає пружність тіста при змішуванні з водою, і служить критерієм визначення якості борошна.
При набуханні (після замішування тіста; набухання відбувається 20–30 хв) нерозчинних білків борошна — гліадина і глютеніна — утворюється пружна маса. Додавання до тіста невеликої кількості кислот підвищує і прискорює цей процес. Оскільки пружність сприяє отриманню пухких і пористих борошняних виробів, то якість борошна і виробів з нього залежить від кількості і якості клейковини. Середньою кількістю сирої клейковини установленої стандартом для кожного ґатунку борошна є 20–30 % від маси борошна.
Хороше борошно повинно бути сухим, м'яким, білого або ледь кремового кольору; при затисканні такого борошна в кулаку повинна утворитися грудочка, яка відразу розсипається; від води воно не темніє.

### Якість сирої клейковини
Якість сирої клейковини визначають за:
- кольором — світло-жовтого кольору,
- пружністю — хороша клейковина повинна бути пружною (після розтягування або натискання пальцем відновлює початкову форму),
- розтяжністю — хороша клейковина повинна бути розтяжною (після відминання утворює пружну грудку, яка протягом 2–3 год не розпливається), не повинна прилипати до рук.

Слабкість клейковини характеризується швидкою втратою пружності, легко розтягується, після відмивання розпливається.

### Визначення якості борошна за органолептичними показниками
Якість борошна можна визначити за смаком — покуштувавши його кінчиком язика. Доброякісне пшеничне борошно має смак крохмалю, житнє борошно солодкувате, дуже солодке борошно отримали з зерна, що проросло, кислуватий смак свідчить, що борошно отримане із зерна, що зволожилося або було запарене, гіркуватого присмаку борошно набуває при зберіганні в поганих умовах.

### Визначення свіжості борошна
Свіжість борошна можна легко встановити по запаху. Для цього ложку борошна насипають в склянку, обливають його гарячою водою і накривши, залишають на 2–3 хв. Свіже борошно дає запах клейстеру.
Є ще й інший спосіб. Невелику кількість борошна затискують між долонями і зігрівають диханням. Потім вдихають запах зігрітого борошна.

### Визначення кольору борошна
Колір борошна визначають так. Беруть в пучки трошки борошна і кладуть на чистий білий папір, а зверху на борошно — другий аркуш паперу, і ребром правої руки розрівнюють так, щоб утворився шар борошна завтовшки 3–4 мм. Потім обережно знімають верхній аркуш паперу і розглядають колір борошна.

### Ґатунки
Чим вищий ґатунок борошна — тим більший в ньому вміст крохмалю.

## Технологічні властивості
Показники, що характеризують технологічні властивості борошна:

### Газоутворювальна здатність борошна
Здатність утворювати вуглекислий газ під час бродіння дріжджового тіста. Вона залежить від наявності цукрів і активності амілази борошна

### Газоутримувальна здатність борошна
Здатність утримувати в тісті вуглекислий газ, який утворюється під час бродіння. Газоутримувальна здатність тіста є тим більшою, чим більше в ньому міститься білків і чим вищою є якість клейковини.

### Водовбирна здатність борошна
визначається кількістю води, яку може поглинути борошно при замішуванні тіста нормальної консистенції. Вона залежить від вологості і якості помелу борошна. Борошно сухе, тонкого помелу має велику водовбирну здатність

### «Сила» борошна
Здатність утворювати тісто з певними фізичними властивостями. 
Пшеничне борошно поділяють на сильне, середнє і слабке:
- «Сильне» борошно має пружну клейковину, високу водовбирну і газоутворювальну здатність і низьку активність ферментів. Тісто з такого борошна пружне, пористе, не розпливається, добре зберігає форму. Таке борошно використовують для дріжджових, листкових і заварних виробів.
- «Середнє»
- «Слабке» — тісто з такого борошна розріджується і втрачає форму. Його використовують для приготування варених страв і виробів.

«Сила» борошна залежить від: кількості і якості клейковини, водовбирної та газоутворювальної здатності борошна, активності ферментів (протеази).
В житньому борошні хлібопекарські якості залежать здебільшого від крохмалю.

## Види

### Пшеничне борошно
З пшеничного борошна випікають найпористіший, найпухкіший та найпоживніший хліб. Виокремлюють чотири ґатунки пшеничного борошна:
- Борошно вищого ґатунку — борошно, в якому майже відсутні висівчані часточки. Складається з однорідних дрібненьких часточок. Розміри часточок борошна — 30—40 мкм
- Борошно 1-го ґатунку — борошно, трохи темніше у порівнянні з борошном вищого ґатунку. Часточки менш однорідні, присутні 3—4 % периферійних часточок. Розміри часточок борошна — від 30 до 60 мкм.
- Борошно 2-го ґатунку — складається з неоднорідних і порівняно великих часточок. Кількість висівчаних часточок в ньому досягає 80 %. Розміри частинок борошна — 30—200 мкм
- Оббивне — борошно з цілком розмеленого зерна (з виходом продукту 96 % від вихідної сировини). Висівки з цього борошна не вилучають. За хімічним складом воно близьке до зерна. Розміри часточок у борошні дуже неоднорідні — від 30–40 до 500—600 мкм[8].

### Житнє борошно
Житнє борошно виготовлюється за схемою оббивного, обдирного або ґатункового помелу. За хімічним складом воно близьке до відповідного ґатунку пшеничного борошна, але в ньому немає білків, здатних утворювати клейковину. Внаслідок цього тісто з житнього борошна позбавлене пружності. Житній хліб менш калорійний за пшеничний.
- Сіяне — має у своєму складі близько 3 % висівчаних часточок,  колір його білий із синюватим відтінком, котрий дає подрібнений у порошок ендосперм. Розміри часточок борошна — від 20 до 200 мкм.
- Обдирне — відрізняється від сіяного більшими часточками і темнішим, сіруватим кольором, у його складі до 10 % висівчаних часточок. Розміри часточок борошна — від 30 до 400 мкм.
- Оббивне — основний ґатунок житнього борошна. Його отримують шляхом оббивного помелу, норма виходу 95 %. Воно складається з неоднорідних за розміром часточок (30—600 мкм), має сірий колір, у ньому добре помітні висівчані часточки[8].

### Кукурудзяне борошно
Кукурудзяне борошно —продукт мелення висушених зерен кукурудзи. Це борошно широко використовується в багатьох національних кухнях як основний складник для випікання хліба, коржів, кондитерських виробів, варіння каш, а також як додатковий складник до страв (наприклад, для загущування виноградного соку під час приготування чурчхели).

### Історичні види борошна
- Питльоване борошно («питльованка») — пшеничне борошно особливого, дрібного помелу[9]. Відповідає сучасному вищому ґатунку. Для отримання такого борошна зерно розмелювали («питлювали») на млині зі спеціальним просіювачем — питлем[10]. Хліб з нього називався питльованик.
- Ситне — борошно, просіяне крізь сито. Відповідає сучасному пшеничному борошну 1-го й 2-го ґатунків, житньому сіяному. Хліб з такого борошна називався си́тник[11].
- Решітне борошно — борошно, просіяне крізь решето. Відповідає сучасному оббивному.

## Харчова цінність
Зерно злакових хлібів містить в собі значну кількість вітамінів групи B і вітамін E. Найбільше їх у зародку й алейроновому шарі зерна; в оболонках вітамінів менше, а в ендоспермі їх майже зовсім немає. Тому у борошні 2-го сорту й оббивному, вітамінів більше, ніж у сортів борошна з ендосперму.

## Продукти з борошна
З борошна виготовлюють хліб, макарони, печиво, різні тістечка та торти, та інші товари. Перед приготуванням тіста борошно обов'язково просіюють, аби видалити сторонні домішки і збагатити його повітрям.
З борошна також можна виготовити клей (див.: Рослинні клеї).

## Зберігання
До складу борошна входить велика кількість дрібних часточок, що втратили захисні оболонки, тому воно гірше зберігається, ніж зерно. Під час зберігання у борошні відбуваються біохімічні й мікробіологічні процеси як позитивні, що поліпшують, так й негативні, що погіршують якість борошна. Позитивними можна вважати достигання і вибілювання борошна. Пшеничне борошно, використане для випікання хліба відразу після помелу високоякісного зерна, має низькі якісні показники. Тісто з нього липке, швидко розріджується, тому утворюється хліб малого об'єму. Лише через певний період зберігання борошно набуває необхідних технологічних якостей. Поліпшення хлібопекарських якостей борошна при зберіганні називається достиганням.
Протягом періоду достигання у борошні відбуваються фізичні, колоїдні та біохімічні процеси. Змінюються його колір, кислотність, білково-протеїновий і вуглеводно-амілазний комплекси, вміст вологи та жиру. Важливу роль у підвищенні сили пшеничного борошна під час достигання відіграє гідроліз жиру. Ненасичені жирні кислоти, які утворюються при цьому, змінюють фізичні властивості клейковини, зміцнюючи її та тісто. При зберіганні свіжозмеленого борошна його титрована й активна кислотності збільшуються. Однією з причин підвищення сили борошна в період достигання є зміна білково-протеїнового комплексу під впливом окислювальної дії насамперед кисню повітря.
Процес вибілення відбувається в борошні як пшеничному, так і житньому усіх видів і гатунків внаслідок окислення киснем повітря пігментів зерна (каротину й ксантофілу), які при цьому знебарвлюються.
Борошно інтенсивно достигає при 20 — 25 °C, і це практично не відбувається при температурі до 0 °C. За одними даними, свіжозмелене борошно вищого, І і II гатунків при зберіганні в неопалювальному приміщенні в мішках досягає оптимальних хлібопекарських властивостей (закінчується його достигання) протягом 1,5 — 2 міс, а оббивне борошно в тих самих умовах — через 3 — 4 тижні. За іншими даними, термін достигання пшеничного борошна становить 1 — 2 міс, а житнього — вдвоє менший.
При тривалому зберіганні (понад 3-4 міс) і температурі 15 °С у борошні з’являються гіркий смак і неприємний запах згірклої олії. Це пояснюється тим, що жир борошна розкладається і окислюється повітрям, внаслідок чого утворюються кислоти, які збільшують кислотність борошна. Крім того, під час зберігання борошно може прокисати внаслідок розвитку у ньому бактерій, які зброджують цукор з утворенням кислот, та пліснявіти внаслідок активної життєдіяльності плісеневих грибів.
Для зберігання борошна в господарствах виділяють сухі, добре продезінфіковані склади. Борошно затарюють у мішки масою 50 кг й укладають штабелями в 6 — 8 мішків так, щоб вони не розвалювалися (трійником або п'ятериком). Нижній ряд мішків кладуть на дерев'яний підтоварник. Якщо борошно зберігається тривалий час, то через кілька місяців верхні мішки перекладають униз, а нижні — вгору, щоб запобігти злежуванню борошна, втраті ним сипкості та перетворенню на моноліт.
Необхідно встановити систематичний контроль за умовами зберігання, станом і якістю борошна. Температуру повітря перевіряють щотижня на висоті 1,5 м від підлоги і при потребі продукцію провітрюють щодня. Крім того, раз на місяць перевіряють температуру повітря на рівні нижнього, середнього та верхніх рядів мішків штабеля. Температуру борошна вимірюють при надходженні його на склад, а потім при зберіганні двічі на місяць, якщо температура повітря на складі вище 10 °C, і один раз на місяць, якщо вона нижча 10 °C. Відносну вологість повітря перевіряють у встановлені терміни. Дані перевірок записують у спеціальний журнал.
Для визначення смаку, запаху борошна і зараженості шкідниками від кожного штабеля відбирають середню пробу відповідно до стандарту: при температурі борошна 10 °C і нижче — не рідше одного разу на місяць, а при температурі вище 10 °C — двічі на місяць. Основним технологічним показником борошна є його кислотність: пшеничного — 4°, житнього — 4,5 — 5°. У разі його відхилення від норми припиняють подальше зберігання борошна.